# Gyula Senkey
Gyula Senkey (16 agosto 1901 – 8 ottobre 1983) è stato un calciatore ungherese, di ruolo centrocampista.
Era il fratello minore di Imre Senkey, anch'egli calciatore e poi allenatore.

## Carriera

### Club
Militò attorno alla metà degli anni venti nel MTK Hungaria.

### Nazionale
Ha indossato la maglia della nazionale ungherese di calcio in 3 occasioni, marcando anche una rete.